# Casa prefabricada

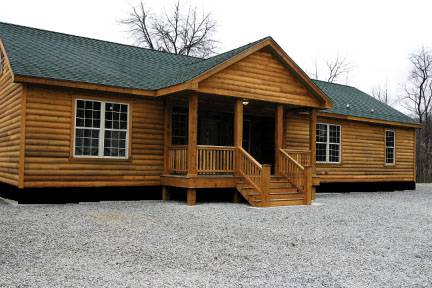
Habitatge prefabricat nord-americà

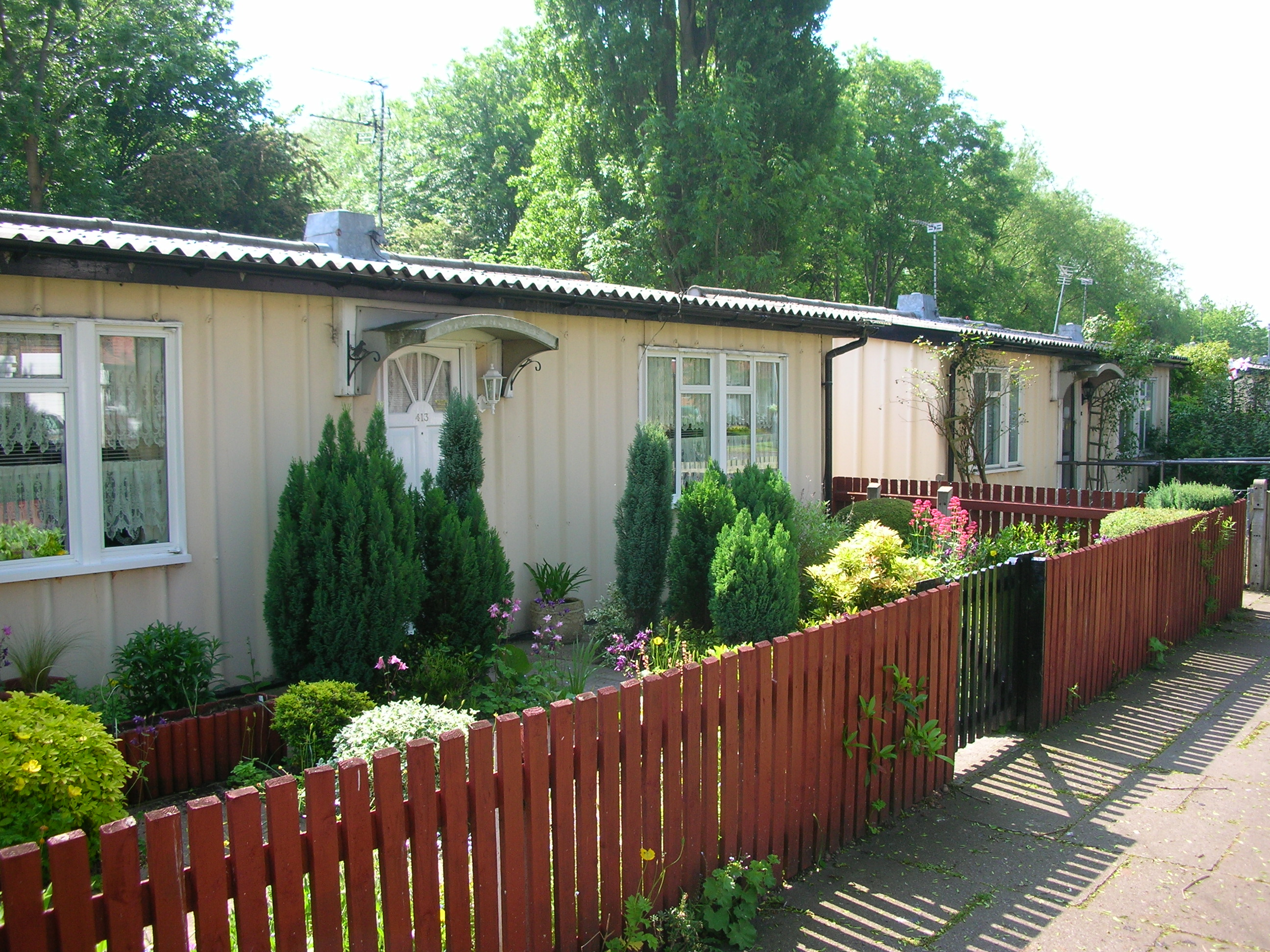
Habitatges provisoris prefabricats de 1945 que sempre hi són. Birmingham, carrer Wake Green Road

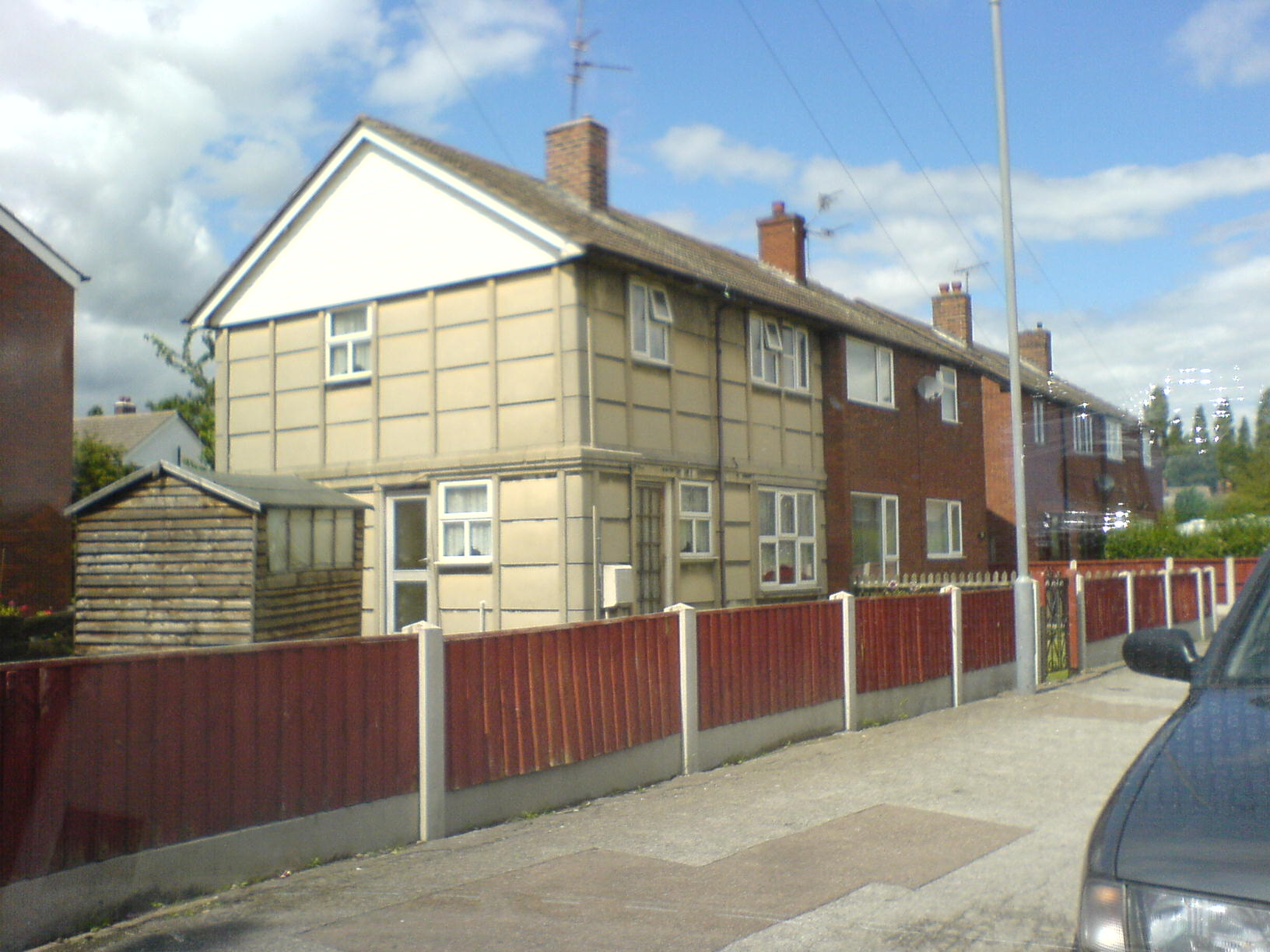
Casa anglesa prefabricada moderna

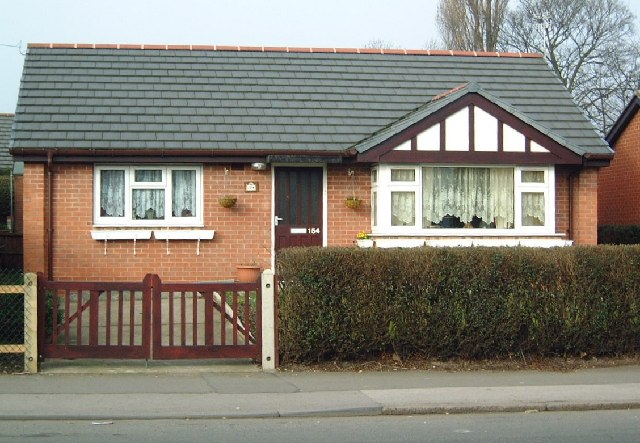
Habitatge prefabricat en Bulwell (Regne Unit)

Una casa prefabricada és un habitatge construït a partir de components estandarditzades, que són fabricades en un taller abans de ser transportades al lloc de construcció per al seu acoblament final. Se'n fan tan per edificis definitius, com per arquitectura d'urgència. En aquest darrere cas, comporten el risc que les solucions provisòries, no concebudes per durar, esdevenen definitives.

## Aproximant la definició
Aquests habitatges no s'han de confondre amb les «cases mòbils»; habitatges ja ensamblades, que són transportades en camions fins al lloc on s'instal·laran definitivament.
La definició d'habitatge prefabricat pot arribar a solapar-se amb les anomenades cases de construcció modular, fetes d'una estructura formada per marcs metàl·lics de dimensions estandarditzades, que són tancats per panells que encaixen en els buits. Totes aquestes mètodes de construcció, que no requereixen gaire morter ni formigó, es classifiquen com a «construcció en sec».

## Mercat actual
Encara que no es tracta d'un mercat tan estès com el de les cases tradicionals, aquest mode de construcciíó té una quota de mercat variada segons països i regions. Les cases prefabricades són populars en alguns països d'Europa, i particularment en Canadà i Estats Units, a causa del seu preu en general més competitiu.
Els dissenys arquitectònics actuals, en què predominen les plantes obertes i línies netes, sense decoracions sofisticades, són molt adequats per a la construcció prefabricada. L'arquitectura actual experimenta amb la prefabricació per dissenyar cases que es puguin produir en sèrie per a la reducció de costos.

## Materials
Les cases prefabricades tenen una gran varietat de dimensions i de finicions, segons les necessitats del lloc i el pressupost. Els elements estructurals són fets de fusta o de formigó, al qual s'afegeix a l'obrador la isolació tèrmica i acústica, els conductes (aigua, llum…) i de vegades una capa de finició amb maons decoratives.
Els fonaments, es construeixen de manera tradicional i s'han de connectar a les xarxes urbanes de sanejament, aigua i electricitat. Quan els fonaments són fetes, el muntatge es dels elements es fa en pocs dies.